# Patrick Moore (consultant)
Pour les articles homonymes, voir Patrick Moore et Moore.
Patrick Moore, né le 15 juin 1947 à Port Alice, est un consultant canadien spécialisé dans le conseil en environnement.
D'abord militant pour une écologie antinucléaire, il prend en 1971 la direction de l'antenne canadienne de Greenpeace et en 1979 celle de Greenpeace International. En 1986, il quitte l'organisation. En 1991, il crée Greenspirit, un cabinet de conseil et de communication spécialisé dans le développement durable. Il est depuis cette époque un critique virulent d'une partie des actions de Greenpeace. En 2014, il est nommé président de la division Écologie, énergie et prospérité du Frontier Centre for Public Policy (en). En 2019 et en 2020, il est président de la CO2 Coalition, dont il est toujours membre.
Il estime que le changement climatique n'a pas de causes humaines, mais qu'il faut néanmoins réduire les émissions de CO2, pour le climat et par mesure de précaution, pour limiter les rejets polluants (soufre, particules, mercure) des centrales thermiques et pour réduire la pression sur les ressources fossiles dont la réduction sera source de tensions géopolitiques graves. Il présente l'énergie nucléaire comme la meilleure solution (« non renouvelable, mais soutenable » selon lui) pour réduire ces émissions, en association avec le bois qu'il juge être la première ressource renouvelable disponible dans le monde. Il considère que le solaire et l'éolien sont renouvelables, mais non soutenables, car trop intermittentes et produisant une électricité « trop chère », pour les pays pauvres notamment.
Ses prises de positions sont parfois controversées, et certains observateurs l'accusent de s'être mis au service d'intérêts, de lobbies et d'entreprises parfois destructeurs de l'environnement.

## Biographie

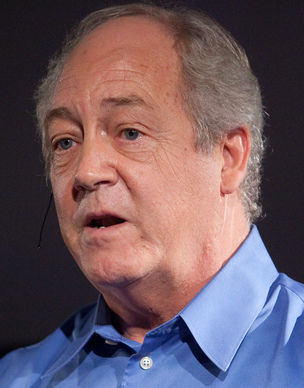
P. Moore sur le plateau de TEDx à Vancouver en 2009.

### Jeunesse
Patrick Albert Moore est né le 15 juin 1947, à Port Alice en Colombie-Britannique (Canada). Il grandit à Winter Harbour, petit village de pêcheurs sur l'île de Vancouver entouré de forêts, au sein d'une famille de Colombie-Britannique ayant une longue histoire dans l'exploitation forestière et la pêche. Son père (W. D. Moore) était le président de l'« association des Truck Loggers » (bûcherons et chauffeurs de poids lourds associés) de Colombie-Britannique et ancien président du Congrès de l'exploitation forestière du Pacifique. À l'âge de 14 ans, il est envoyé par ses parents dans l'internat de l'école privée Saint-George de Vancouver, son village étant dépourvu de lycée à cette époque. Il obtient un doctorat de l'Université de la Colombie-Britannique pour une thèse de 1974 sur la pollution dans l'industrie minière.

### Greenpeace
En 1971, comme de nombreux jeunes de sa génération, il s'inquiète de la guerre du Viêt Nam et de l'existence de la bombe atomique, craignant un conflit nucléaire généralisé. Il dit avoir été encouragé par son père dans sa lutte contre la bombe atomique et avoir été sensibilisé à l'écologie scientifique par son professeur d'écologie végétale Vladimír Krajina. Dans le même temps, un très grand projet de mine de cuivre est lancé à proximité de sa maison familiale à Winter Harbour. Cette mine est accusée de déverser ses déchets en mer. Cette découverte incite Patrick Moore à « étudier non seulement l'impact environnemental de l'élimination des résidus, mais le système qui a accordé des permis pour le processus » (dont il comprend rapidement qu'il est très opaque ). En mars 1971, alors qu'il prépare sa thèse de doctorat (sur le contrôle des pollutions), il écrit à l'association Don't Make a Wave Committee  (association préfiguratrice de Greenpeace) en se proposant de se joindre à l'équipe qui devait se créer pour la première mission en mer de l'association ; cette mission devait se dérouler sur un vieux chalutier (le Phyllis Cormack, qui sera ensuite renommé « Greenpeace »), elle était destinée à alerter et mobiliser l'opinion publique contre les essais nucléaires pratiqués par les États-Unis sur l'île volcanique d'Amchitka (Alaska), un lieu écologiquement très riche. Paul T. Cote (qui travaillait alors à l'Université de Vancouver) lui répond le 24 mars (sur un courrier estampillé du « bouton Greenpeace ») en l'invitant à rejoindre le groupe début mai. La mission n'arrive pas à stopper l'essai prévu, mais le retarde d'un mois grâce à l'intérêt suscité dans le public par le voyage du Phyllis Cormack (qui se fera arraisonner par la Navy). Les essais suivants sont abandonnés et l'île sera finalement déclarée sanctuaire pour les oiseaux.
Moore explique souvent avoir été très proche de la nature depuis son enfance. Il veut aussi lutter contre la pollution des océans et les massacres de phoques. Il s'implique dans les activités de la nouvelle ONG Greenpeace (qui remplace le Don't Make a Wave Committee). Il se présente parfois comme l'un des fondateurs de l'association, mais cette affirmation est démentie par Greenpeace qui rappelle qu'il a rejoint l'association après sa fondation,. Il est président de Greenpeace Canada pendant neuf ans puis directeur de Greenpeace International pendant sept ans. Très bon orateur et contradicteur, il est souvent impliqué dans la communication de l'association et a dirigé plusieurs campagnes de Greenpeace dont des expéditions visant à sauver les baleines, arrêter la chasse au phoque, interdire des mines d'uranium, protester contre l’utilisation de navires de guerre nucléaires, stopper des rejets de déchets toxiques, ou encore limiter le trafic maritime de supertankers.

### Après Greenpeace
En 1986, Moore quitte l'ONG. Il justifie son départ par le fait que – selon lui – Greenpeace « a pris un virage vers la gauche politique » et a « évolué vers l'extrémisme et des programmes politiquement motivés »,. Il renie alors la plupart des propos et idées qu'il a antérieurement exprimés et soutenus, notamment sur l'énergie nucléaire, les centrales nucléaires et les déchets radioactifs qu'il considérait auparavant comme très dangereux, revirement qui intrigue certains observateurs.
Depuis 1984, selon son autobiographie, il s'est impliqué dans l'entreprise familiale de salmoniculture (« Quatsino Seafarms Ltd. », Quatsino étant le nom d'une tribu amérindienne locale). Selon Moore, c'est lui-même qui a suggéré à son frère (Peter Taylor Moore) d'installer près de son domicile de Winter Harbour cet élevage du saumon, à l'image de ce que commençaient à faire quelques pionniers canadiens de la salmoniculture qui imitaient les systèmes d'écloserie et d'enclos d'élevage en mer déjà développés par les Norvégiens outre Atlantique. L'effondrement des populations de poissons sauvages est devenu évident dans presque tout l'hémisphère nord, et l'aquaculture apparaît comme l'une des solutions à ce problème et Moore dit avoir cherché à faire soutenir par Greenpeace la salmoniculture comme solution durable à la surpêche, mais deux écoles s'opposent déjà à cette époque au Canada, avec, d'une part, les défenseurs d'une aquaculture industrielle qui laisse les excréments et restes de nourriture s'évacuer en mer (défendue par P. Moore) et, d'autre part, des associations qui encouragent une aquaculture en circuit fermé avec traitement des déchets, soutenue par Greenpeace, la « Fondation David Suzuki » et la « Coastal Alliance for Aquaculture ». Les poux du saumon ne posent pas encore de problème et l'on ne parle pas encore de saumons transgéniques, mais des membres de Greenpeace, citant en exemple la destruction des mangroves pour l'élevage de crevettes, estiment que la salmoniculture pourrait aussi poser problème, en raison du besoin de pêche minotière qu'elle suscite pour produire les aliments des saumons, et du fait des rejets de ces piscicultures.
En 1986, P. Moore est élu président de l'association des salmoniculteurs de Colombie-Britannique. En 1988, en réponse aux affirmations du syndicat United Fishermen and Allied Workers Union à propos de la pollution par l'industrie en général, The Vancouver Sun citera P. Moore qui juge alors fausses ces affirmations et affirme qu'il n'y a pas de pollution générée par la pisciculture, et notamment pas de pollution génétique. En 2011, il juge encore rétrospectivement infondées les plaintes de ceux qu'il qualifie d'« activistes » anti-salmoniculture, et il maintient que cette activité est « l'une des industries les plus propres de la planète et celle qui produit la nourriture la plus saine au monde », niant qu'une salmoniculture puisse être comparée à « des villes de 500 000 personnes, pour le rejet de leur eaux usées brutes » non traitées dans l'environnement, arguant que « La principale raison de préoccupations au sujet des déchets humains non traités est la transmission de maladies, pas les déchets eux-mêmes » qui, au contraire dans le cas des saumons, « augmentent la productivité de la région ».
Concernant les craintes de pollution génétique et de concurrence avec des poissons d'élevage échappés en mer, il oppose aux partisans d'un élevage sécurisé de manière à éviter les fuites de saumons d'élevage, que leurs arguments ne sont pas (selon lui) cohérents : si des poissons d'élevage évadés d'enclos s'accouplent avec des poissons sauvages, leur progéniture sera génétiquement diminuée et incapable de rivaliser dans la nature ; une variante de cette préoccupation est que, si un poisson d'élevage s'échappe, il supplantera le poisson sauvage et le déplacera. Les militants ne peuvent pas jouer sur les deux tableaux : soit le saumon d'élevage est inférieur et ne sera pas en mesure de rivaliser, soit il est supérieur et il les évincera. « En fait, les critiques ont tort sur ces deux points, car dans la nature, la règle est la loi du plus fort » estime Moore).
En 1990, il devient membre (nommé par le gouvernement) de la « Table ronde de l'environnement et de l'économie de Colombie-Britannique », qui contribuera notamment à préparer la position du Canada lors du Sommet de Rio et fonde et préside le B.C. Carbon Project, qui aboutira notamment au B.C. Carbon Market. Dans les années 1990  il rejoint également (en 1991), le conseil d'administration de l'« Alliance des forêts de la Colombie-Britannique », groupe créé par des dirigeants de grandes compagnies et de petites entreprises forestières de Colombie-Britannique. Il y préside un « Comité sylviculture durable » avec lequel il passera dix ans à travailler sur ce que ce groupe estime être les principes de la sylviculture durable, qui seront ensuite adoptés par beaucoup d'entreprises de la filière forêt-bois, ou intégrés dans divers écolabels, certificats ou labels de qualité,.

### Greenspirit
Cette même année 1991, P. Moore fonde « Greenspirit », un cabinet de conseil qui se présente comme voulant « promouvoir le développement durable à partir d'une plate-forme scientifique de l'environnement ». En 1994, Crestbrook Forest Industries le mandate pour faciliter un audit environnemental par une tierce partie indépendante des opérations forestières pour vérifier l'affirmation selon laquelle l'entreprise mène bien une politique forestière durable, telle que définie par l'état de l'art dans le domaine. En 1996, il est missionné par BHP Minerals (Canada) Ltd. pour rédiger un document sur les impacts environnementaux des rejets sous-marins d'environ 400 millions de tonnes de résidus miniers réalisés durant 23 ans dans le fjord voisin à 50 m de profondeur par la plus grande des mines de l'île de Vancouver. P. Moore la présente comme une mine de cuivre, mais cette mine active de 1970 à 1995 produisait aussi de l'or, de l'argent, du molybdène et des sous-produits du rhénium, et le trou qu'elle a laissé est l'un des plus grands au monde,.
En 1997, il est auditionné par le « US House of Reresentatives Committee on Resources in Washington DC » à propos de la gestion forestière, de l'environnement et de la santé. En 1996 et 1997, il participe au travail du Groupe d'experts intergouvernemental sur les forêts de la Commission des Nations unies pour le développement durable, à Genève et à New York (en tant que délégué de la FABC, l'Alliance forestière de la Colombie-Britannique).
En 2000, Moore publie Green Spirit – Trees are the Answer (Green Spirit – Les arbres sont la réponse), un livre de photos sur les forêts qui montre comment l'arbre pourrait aider à résoudre certains problèmes environnementaux.
Il a également fait deux apparitions sur Penn et Teller : Bullshit! dans les épisodes Hysteria sur l'environnement (2003) et sur les espèces menacées (2005). Il est invité comme conférencier par des groupes, tels que UBS Warburg, Agri-Food Canada, Association for Investment Management and Research, et l'Institute of Wood Science. Il fait notamment une conférence devant environ 1500 membres de la Société des forestiers des Philippines lors d'une manifestation organisée par le ministre des Ressources naturelles des Philippines.
En 2002, avec Tom Tevlin et Trevor Figueired, il crée une nouvelle société de conseil et de communication en environnement, Greenspirit Strategies Ltd, dont il est à la fois président et directeur scientifique. Cette société se présente comme « une entreprise dont le seul objectif est la communication sur la responsabilité sociétale des entreprises (RSE) et développement durable ». Selon la notice le présentant comme intervenant au colloque, Patrick Moore est « co-fondateur, président et directeur scientifique de Greenspirit Strategies, société de conseil basée à Vancouver qui fournit un travail rémunéré de relations publiques, d'organisation de conférences, de lobbying, et de participation à des comités gouvernementaux ou industriels relatifs à un large spectre de questions environnementales et de développement durable. C'est un orateur fréquent de réunions de groupes associatifs, d'industriels, universitaires ou politiques ».
Moore a été durant quatre ans vice-président pour l'environnement de Waterfurnace International manufacturing geothermal heat pumps, entreprise leader du marché des pompes à chaleur valorisant l'énergie géothermique.
En 2001, il est retenu par IPEX, premier fabricant de PVC du Canada, pour « intervenir dans la politique environnementale de la candidature de Toronto aux jeux olympiques d'été de 2008 ». En 2003, il défend toujours l'industrie du bois et, en conférence devant le Center for Paper Business and Industry Studies (CPBIS), il considère que toute politique encourageant à utiliser moins de bois serait contre-productive en termes de diminution des émissions de CO2.
En 2004, lors d'une audience publique au Boston City Hall le 23 octobre, se disant proche de l'« écologiste sceptique » Bjørn Lomborg, et opposé à la plupart des autres experts invités, il se fait l'avocat de l'industrie du plastique contre un projet communal visant à interdire dans les achats publics de la commune l'acquisition de produits en polychlorure de vinyle (PVC). Il défend aussi le PVC, le vinyle et plus généralement les produits chlorés dans une vidéo promotionnelle produite par le lobby « Vinyl Institute » (créé en 1982 pour défendre et promouvoir les organochlorés de l'industrie des plastiques). Dans cette vidéo, il dit qu'une des raisons qui l'ont poussé à quitter Greenpeace est le fait que l'ONG estimait qu'il fallait éviter de produire des produits chlorés, alors qu'il estimait et estime encore qu'ils peuvent être produits proprement, avec une bonne ACV (analyse du cycle de vie) et sont utiles partout dans le monde, pour la médecine notamment, les tuyaux ou les fenêtres isolantes... Il intervient avec les mêmes arguments dans une autre vidéo produite par « Vinyl news service ».
En 2006, Moore lance avec son entreprise et Christine Todd Whitman une nouvelle initiative, financée par l'industrie, la Coalition pour l'énergie propre et sûre, qui encourage une utilisation accrue de l'énergie nucléaire,. Son statut d'ancien militant et co-fondateur de Greenpeace est souvent mis en avant par lui-même ou par de grands journaux qui lui ouvrent volontiers leurs colonnes, dont le Washington Post, par exemple. Trois ans plus tard, en 2009, il obtient le US National Award of Nuclear Science, de la fondation National Atomic Museum Foundation pour son travail d'information et d'avocat de la cause du nucléaire comme source d'énergie qu'il juge particulièrement sûre, même en cas d'acte terroriste (« les 6 pieds d'épaisseur de l'enceinte renforcée de confinement en béton protègent le contenu d'un réacteur de l'extérieur ainsi que l'intérieur. Et même si un jumbo-jet se jetait sur un réacteur en endommageant l'enceinte de confinement, le réacteur n'exploserait pas », affirme-t-il dans le Washington Post). Très à l'aise devant les caméras ou le public, il n'hésite pas à argumenter et contre-argumenter pour défendre un point de vue qu'il présente comme le sien ; par exemple, dans le film, Gentilly Or Not To Be, sorti en 2012, qui porte sur l’état de la centrale nucléaire Gentilly-2 (Bécancour, Québec) ou avec TEDx à Vancouver en 2009.
En 2010, alors que les citoyens et les ONG s'émeuvent de continuer à voir disparaître les arbres géants de la dernière forêt primaire pluvieuse de Colombie-Britannique, Moore, qui a depuis plusieurs décennies défendu la sylviculture et l'industrie du bois comme source de fibres et d'énergie renouvelables, va aussi défendre l'industrie indonésienne des bois exotiques : il est recruté par l'entreprise d'exploitation forestière et papetière indonésienne Asia Pulp & Paper (APP) pour la représenter. Alors que cette multinationale se présente depuis le début des années 2000 comme engagée dans une démarche de développement durable, elle est accusée par de grandes ONG environnementales (voire dans le monde de la finance) de pratiques illégales ou peu respectueuses de l'environnement et des populations autochtones, et plus tard de ne pas avoir tenu (plusieurs fois de suite) l'engagement de « Zéro déforestation » qu'elle a pris, bien que cela soit fortement contesté par Moore qui affirme notamment que la chaîne de traçabilité de cette entreprise lui permet de savoir d'où vient chaque morceau de bois utilisé par l'entreprise et de garantir ainsi qu'il ne provient pas d'une coupe illégale. WWF a proposé un système de certification FSC et un objectif « Zéro déforestation », ou, a minima pour 2020, un objectif  mondial « ZNDD » (Zero Net Deforestation and Degradation), déjà repris par certains pays ou régions dont l'Amazonie, en lien avec des systèmes de compensation carbone.
En 2012, il parle aussi de « pétrole éthique » (ethical oil) et défend aussi l'industrie pétrolière canadienne, par exemple, en 2012, lors d'une conférence (filmée) intitulée Patrick Moore: Environmentalists wrong about Canadian oil (Les environnementalistes se trompent à propos du pétrole canadien), faite à l'invitation de l'Institut Fraser, en arguant qu'on n'a pas de preuves que le carbone fossile soit à l'origine d'un réchauffement, qui, selon lui, n'est d'ailleurs pas mesuré en Antarctique ou dans la mer, concluant sa conférence en rappelant qu'aucune industrie n'emploie plus de membres des « premières nations » que l'industrie pétrolière et extractive du Canada. Il estime même qu'en extrayant le bitume des sables bitumineux, l'industrie nettoie les sols, avant de les replanter, ce qui rend cette activité soutenable. Il pense qu'on ne peut pas se passer de pétrole avant longtemps, et que, plutôt que de l'interdire ou le limiter, il faut réduire les impacts environnementaux de l'extraction et du transport du pétrole.

## Prises de position controversées
Patrick Moore a souvent pris des positions tranchées, en faveur du monde industriel, qu'il justifie par le besoin d'une approche réaliste et pragmatique des questions environnementales, mais ses détracteurs lui reprochent d'utiliser son image d'ancien militant de Greenpeace, qu'il met presque systématiquement en avant dans ses conférences et ouvrages, pour éviter d'apparaître comme un lobbyiste rémunéré ou comme une source non-indépendante ; nombre d'entreprises pour lesquelles il a travaillé ont fait appel à lui après que Greenpeace a mis en question ou dénoncé leurs impacts environnementaux négatifs, remarque Greg Laden, de Greenpeace, qui ajoute que « M. Moore a travaillé pour des pollueurs bien plus longtemps qu'il n'a jamais travaillé pour Greenpeace ».

### Énergie nucléaire

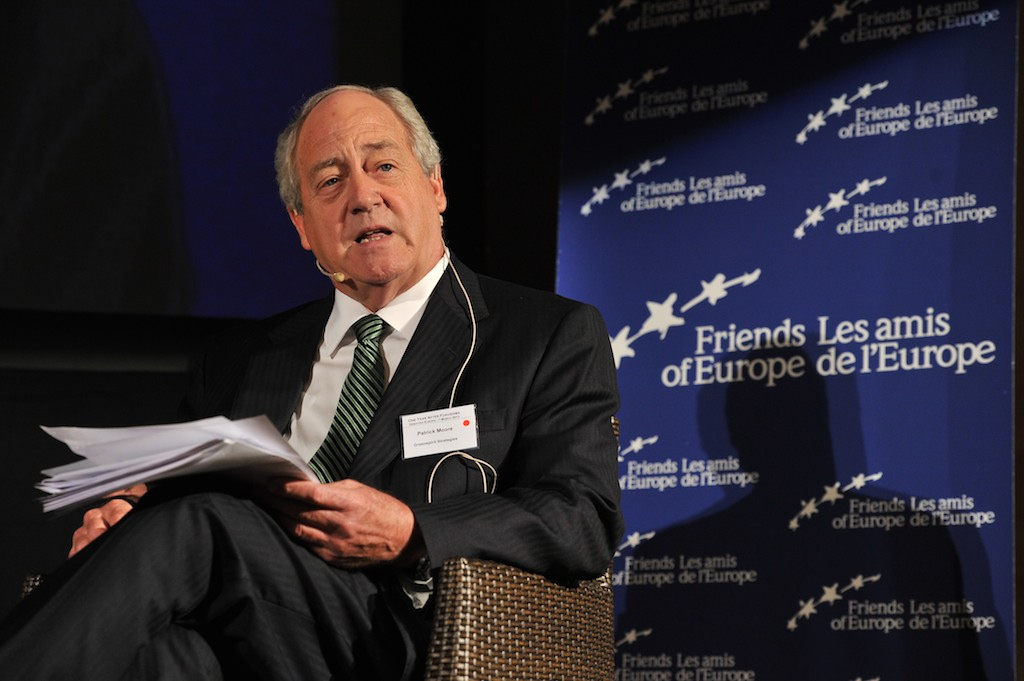
P. Moore en 2012, lors d'une réunion organisée par le Think tank Friends of Europe sur le thème : « One year after Fukushima: The future of nuclear energy in Europe » (Un an après Fukushima, le futur de l'énergie nucléaire en Europe).

Moore, en tant que membre du Clean and Safe Energy Coalition et du groupe Kurion spécialisé dans le traitement des déchets, nucléaires notamment, est pro-nucléaire,.
En 1976, Moore avait déclaré que les centrales nucléaires étaient les « appareils les plus dangereux jamais créés par l'homme ». Toutefois, Moore, après avoir quitté Greenpeace, devient un fervent défenseur de l'utilisation de l'énergie nucléaire, en même temps que des énergies renouvelables (hydroélectrique, géothermique, biomasse et parfois éolienne). Il utilise des formules choc « Use nuclear energy », et soutient que n'importe quel plan réaliste de réduction de la dépendance aux hydrocarbures fossiles et donc de la réduction de l'émission de gaz à effet de serre doit inclure une utilisation accrue de l'énergie nucléaire,. Il a admis publiquement que ses vues actuelles contredisent certaines de ses propres positions passées.

### Climat
Patrick Moore est « climato-sceptique » et l'est encore en 2014, considérant qu'il n'existe toujours aucune preuve de l’existence d'un changement climatique d'origine anthropique, et avec le think tank « Institut Heartland » il est l'un des critiques de la théorie de l'origine humaine du réchauffement climatique. Ainsi, il a déclaré en 2014 devant un comité du Sénat des États-Unis : « Il n'y a pas de preuve scientifique que les émissions humaines de dioxyde de carbone (CO2) soient la cause dominante du réchauffement mineur qui a affecté l'atmosphère terrestre dans les cent dernières années ». Il est un fervent partisan de l'hypothèse Gaïa de James Lovelock.

## Biotechnologies
L'industrie des biotechnologies voit en l'ancien et médiatique membre de Greenpeace qu'est P. Moore un défenseur intéressant de ces technologies émergentes et rapidement controversées, par les grandes ONG notamment. Moore est invité en 2000 et auditionné par la Commission royale de Nouvelle-Zélande sur les modifications génétiques et il effectue cette même année une tournée de deux semaines en Asie du Sud. Cette tournée est organisée par l'ISAAA (International Service for Assistance with Agri-Biotech Applications) (un organisme international de promotion des applications agronomiques des biotechnologies, notamment soutenu par Monsanto, Bayer CropScience, CropLife International, le KGT-TBP-Tree Biotechnology Programme, le Département américain de l'Agriculture, et le US Soybean Export Council...) pour notamment animer « des séminaires à Bangkok et Jakarta sur les avantages de la biotechnologie pour les agriculteurs des pays en développement ». Il soutient durant plusieurs années (et jusqu'en 2014 au moins) une campagne publicitaire en faveur du riz transgénique Golden Rice,. Patrick Moore plaide également en faveur de l'utilisation de l'herbicide Roundup et affirme que son utilisation n'est pas dangereuse pour la santé humaine, et qu'il serait même possible d'en boire sans tomber malade (expérience qu'il refusera de conduire).

## Publications
P. Moore a créé sa propre maison d'édition, qui a publié trois ouvrages dont le second, réédité en 2010, est autobiographique :
- Pacific Spirit: The Forest Reborn (1995), Terra Bella Publishers Canada ;
- Green Spirit: Trees Are the Answer Essai, publié le 1er août 2000, Greenspirit Enterprises ;
- Trees are the Answer, 10th Anniversary Edition (2010), Beatty Street Publishing Inc.

Autre publication :
- Confessions of a Greenpeace Dropout: The Making of a Sensible Environmentalist (publié le 22 novembre 2010), Beatty Street Publishing Inc., 408 pages,  (ISBN 0986480827 et 978-0986480829)
Traduction française : Confessions d'un repenti de Greenpeace : pour une écologie scientifique et durable, L'Artilleur, 688 p., 2020.